# 奧里托藥用植物動植物保護區
奧里托藥用植物動植物保護區（西班牙語：Santuario de fauna y flora Plantas Medicinales Orito Ingi-Andé），是哥倫比亞的自然保護區，位於該國南部納里尼奧省和普圖馬約省，成立於2008年6月12日，面積102.1平方公里。